# Daarlesche Flierleiding

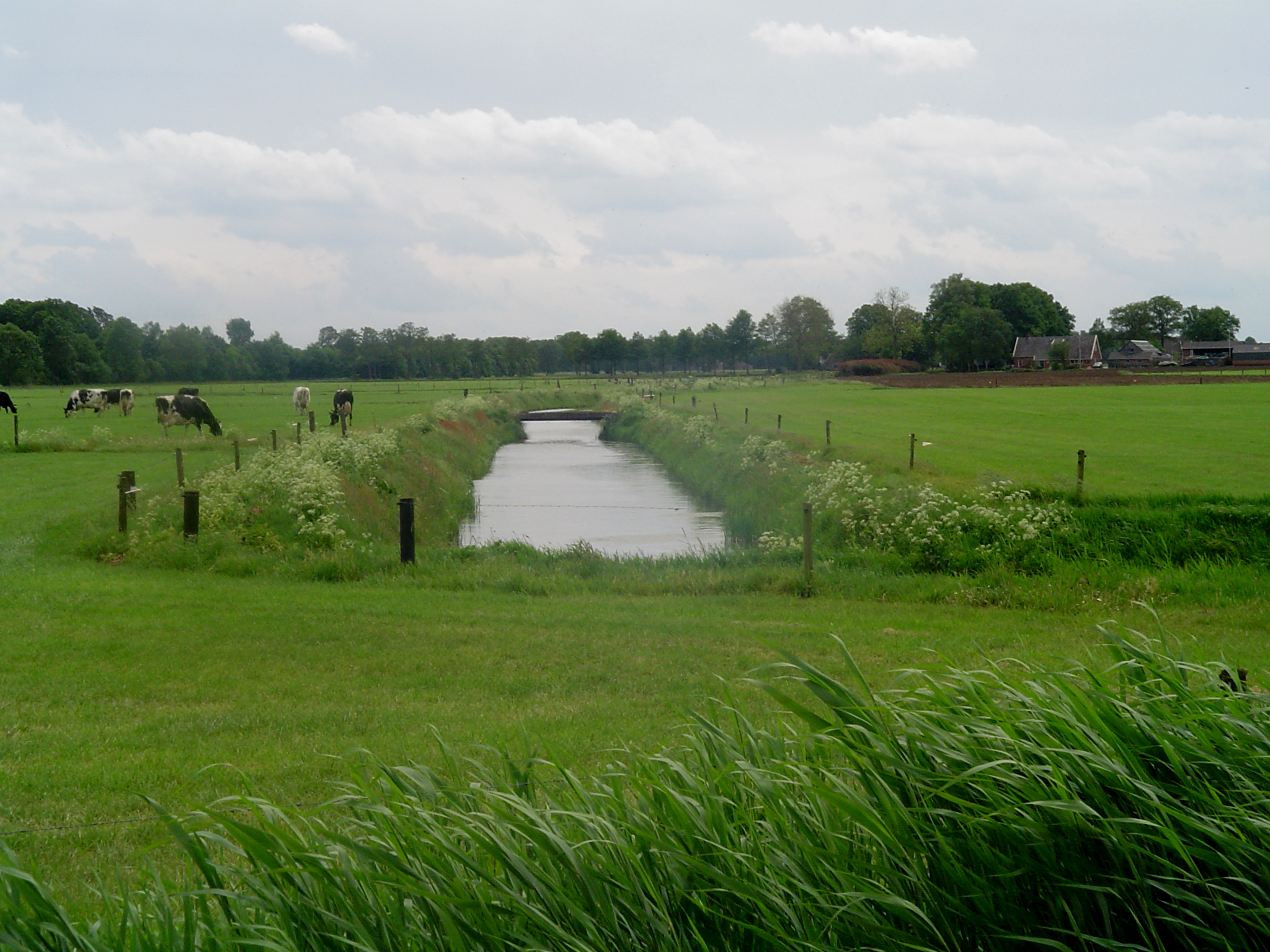
De Daarlesche Flierleiding ter hoogte van het Zwolse Kanaal

De Daarlesche Flierleiding is een beek in de Nederlandse provincie Overijssel.
De beek gaat door een buitengebied van Daarle, een dorpje in de gemeente Hellendoorn. Deze beek begint en eindigt in het buitengebied van Daarle, een tussen Daarle en Marle gelegen gebied bestaande uit weilanden. De Daarlesche Flierleiding stroomt over in het Kanaal Zwolle-Almelo en is in totaal anderhalve kilometer lang. 

## Afmetingen
De afmetingen bij het begin van de beek zijn:
- waterhoogte 30 cm
- breedte wateroppervlakte 50 cm
- breedte bodem ±30 cm

De afmetingen van de beek na 1 km zijn:  
- waterhoogte 60 cm
- breedte wateroppervlakte 1.80
- meter breedte bodem ±75 cm

De afmetingen aan het einde van de beek:
- waterhoogte 60 cm
- Breedte wateroppervlakte 2.7 meter
- breedte bodem ± 1.70 meter

## Kunstwerken
Een brug en twee stuwen